# Liste der Naturdenkmale in Plochingen
| Naturdenkmale | Anzahl |
| ------------- | ------ |
| FND           | 3      |
| END           | 5      |
| Gesamt        | 8      |

Die Liste der Naturdenkmale in Plochingen nennt die verordneten Naturdenkmale (ND) der im baden-württembergischen Landkreis Esslingen liegenden Stadt Plochingen. In Plochingen gibt es insgesamt acht als Naturdenkmal geschützte Objekte, davon drei flächenhafte Naturdenkmale (FND) und fünf Einzelgebilde-Naturdenkmal (END).
Stand: 30. Oktober 2016.

## Flächenhafte Naturdenkmale (FND)
| Name                                       | Bild | Kennung     | Einzelheiten | Position | Fläche Hektar | Datum         |
| ------------------------------------------ | ---- | ----------- | ------------ | -------- | ------------- | ------------- |
| Feuchtwiese im Gewann Bornhausen           | BW   | 81160563711 | Plochingen   | ⊙        | 0,3           | 30. Juni 1994 |
| Klinge im Gewann Junggehölz                | BW   | 81160563710 | Plochingen   | ⊙        | 2,3           | 30. Juni 1994 |
| Pflanzenstandort im Gewann Plochinger Kopf | BW   | 81160563709 | Plochingen   | ⊙        | 2,2           | 30. Juni 1994 |
| Legende für Naturdenkmal                   |      |             |              |          |               |               |

## Einzelgebilde (END)
| Name                                                                       | Bild | Kennung     | Einzelheiten                                           | Position | Fläche Hektar | Datum         |
| -------------------------------------------------------------------------- | ---- | ----------- | ------------------------------------------------------ | -------- | ------------- | ------------- |
| 1 Eiche (Bühleiche)                                                        |      | 81160563704 | Plochingen                                             | ⊙        | 0,0           | 25. Aug. 1983 |
| 1 Eiche (Friedenseiche)                                                    |      | 81160563701 | Plochingen                                             | ⊙        | 0,0           | 25. Aug. 1983 |
| 1 Eiche                                                                    | BW   | 81160563702 | Plochingen                                             | ⊙        | 0,0           | 25. Aug. 1983 |
| 1 Kastanie (zwischenzeitlich gefällt, da mehrere tödliche Verkehrsunfälle) | BW   | 81160563705 | Plochingen Nicht mehr in der LUBW-Datenbank vorhanden. | ⊙        | 0,0           | 25. Aug. 1983 |
| 1 Platane                                                                  |      | 81160563707 | Plochingen                                             | ⊙        | 0,0           | 25. Aug. 1983 |
| Legende für Naturdenkmal                                                   |      |             |                                                        |          |               |               |